# ليفربول غارستون (دائرة انتخابية في المملكة المتحدة)
ليفربول غارستون  (بالإنجليزية: Liverpool, Garston)‏ هي إحدى الدوائر الانتخابية في المملكة المتحدة الممثلة في مجلس العموم في برلمان المملكة المتحدة.
عضو البرلمان الذي يمثلها حالياً هو :Maria Eagle (Lab).